# Andrew Gee
Pas d'image ? Cliquez ici

a Compétitions nationales et continentales officielles uniquement.

Andrew Gee, né le 23 avril 1970, est un ancien joueur de rugby à XIII australien évoluant au poste de pilier dans les années 1990 et 2000. Au cours de sa carrière, il a été sélectionné aux Queensland Maroons pour le State of Origin dans les années 1990 et 2000. En club, il effectue toute sa carrière aux Brisbane Broncos à l'exception d'une pige d'une saison en Angleterre aux Warrington.